# Alan Williams
Alan Travis Williams (nascido em 28 de janeiro de 1993) é um americano jogador de basquete profissional que atualmente joga como Ala-pivô no Lokomotiv Kuban que disputa a Liga Unida Russa e a EuroCopa. 
Ele jogou basquete universitário na Universidade da Califórnia em Santa Bárbara antes de começar sua carreira profissional com o Qingdao DoubleStar Eagles da Associação Chinesa de Basquete em 2015.

## Carreira no ensino médio
Williams frequentou a North High School, depois de jogar apenas um jogo como calouro e ter apenas 3,5 pontos no segundo ano, Williams teve médias de 12,5 pontos, 10,9 rebotes e 3,3 bloqueios em seu terceiro ano.
Em sua quarta temporada, ele teve uma média de 22,1 pontos, 16,2 rebotes, 4,5 bloqueios, 2,0 roubadas de bola e 1,5 assistências, levando a equipe ao título da Metro Region e às quartas de final da Classe 5A. Ele foi eleito o Melhor Jogador do Ano do Arizona naquela temporada.

## Carreira na universidade
Williams jogou quatro temporadas de basquete universitário na Universidade da Califórnia em Santa Bárbara entre 2011 e 2015, terminando sua carreira como líder de todos os tempos em rebotes e sendo o segundo maior artilheiro de todos os tempos. 
Em seu terceiro ano, ele foi nomeado o Jogador do Ano da Conferência Big West. Ele foi selecionado para a Primeira-Equipe da All-Big West como um estudante de segundo, terceiro e quarto ano.
Em 112 jogos ao longo de sua carreira de quatro anos, Williams teve uma média de 15,5 pontos, 10,0 rebotes, 1,0 assistências, 1,0 roubadas de bola e 1,9 bloqueios em 27,0 minutos por jogo.

## Carreira profissional

### Liga de Verão da NBA de 2015
Depois de não ter sido selecionado no Draft de 2015, Williams jogou no Charlotte Hornets (três jogos em Orlando) e no Houston Rockets (quatro jogos em Las Vegas) durante a NBA Summer League de 2015. 
Por sua atuação com o Rockets em Las Vegas, ele conquistou uma vaga na Segunda-Equipe da Summer League.

### Qingdao DoubleStar (2015–2016)
Em 25 de julho de 2015, Williams assinou um contrato de um ano com o Qingdao DoubleStar da Associação Chinesa de Basquete.
Ele jogou em 35 dos 38 jogos da equipe durante a temporada de 2015-16, mas a equipe acabou ficando fora dos playoffs com um recorde de 16–22. Ao longo desses 35 jogos, ele fez uma média de 20,8 pontos, 15,4 rebotes, 2,1 assistências, 1,3 roubadas de bola e 1,6 bloqueios por jogo.

### Phoenix Suns (2016–2018)

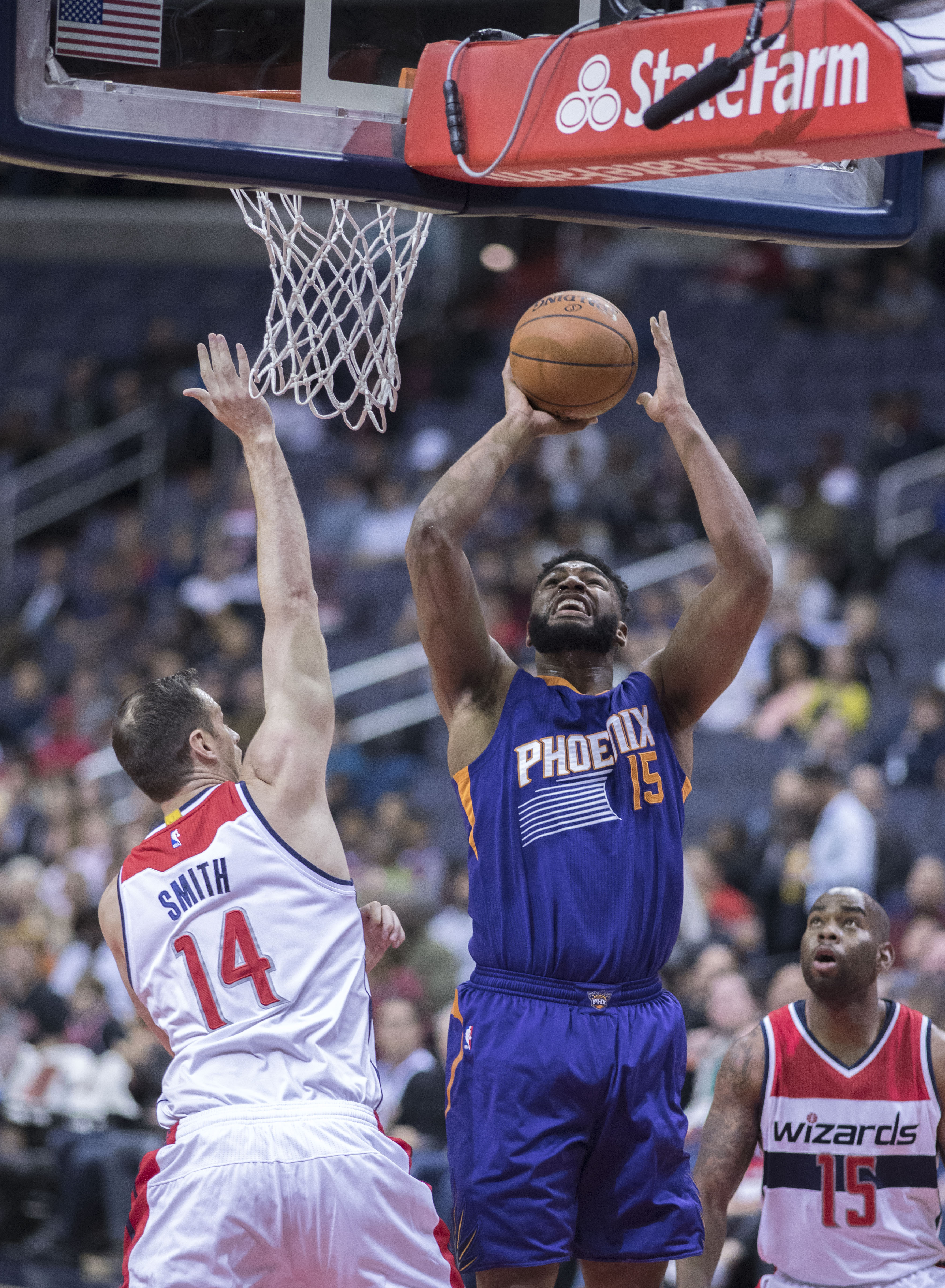
Williams jogando nos Suns em 2016

Em 8 de março de 2016, Williams assinou um contrato de 10 dias com o Phoenix Suns. Ele fez sua estréia na NBA em 17 de março, durante uma derrota por 103-69 para o Utah Jazz, registrando um ponto e um roubo de bola em dois minutos. No dia seguinte, ele assinou um contrato ofical com os Suns. Em 9 de abril, ele registrou sete rebotes na temporada, em uma vitória por 121-100 sobre o New Orleans Pelicans. No final da temporada dos Suns, em 13 de abril, Williams teve o seu primeiro double-double com 14 pontos e 12 rebotes em uma vitória por 114-105 sobre o Los Angeles Clippers.
Na Summer League em 2016, Williams foi o único jogador a ter um double-double de média no evento com 11,8 pontos e 11,2 rebotes em seis jogos, o que lhe valeu a indicação para a Primeira-Equipe da Summer League. Em 18 de novembro de 2016, ele teve 15 pontos e 15 rebotes na vitória por 116-96 sobre Indiana Pacers. Em 14 de dezembro, ele foi designado para o Northern Arizona Suns da D-League mas foi chamado de volta no dia seguinte. Em 10 de fevereiro de 2017, ele fez 14 pontos e 11 rebotes em uma vitória por 115 a 97 sobre o Chicago Bulls. Com Tyson Chandler sofrendo uma lesão e Alex Len perdendo o jogo com uma suspensão, Williams aproveitou ao máximo seus 24 minutos na quadra.
Em 24 de fevereiro de 2017, ele marcou 16 pontos em uma derrota por 128-121 para o Chicago Bulls. Dois dias depois, ele marcou 17 pontos e 15 rebotes na derrota por 100-96 para o Milwaukee Bucks, tornando-se apenas o 10º jogador da NBA nas últimas 19 temporadas a ter múltiplos jogos de 15/15 em seus primeiros 35 jogos na carreira. Em 5 de março, Williams fez 11 pontos e 15 rebotes na vitória por 109-106 sobre o Boston Celtics. Em 9 de março, ele fez 16 pontos e pegou 10 rebotes, fazendo assim o seu quinto double-double como reserva, em uma derrota por 122-110 para o Los Angeles Lakers. Ele se tornou o primeiro jogador na história dos Suns a alcançar esse feito. Em 5 de abril de 2017, ele marcou 16 pontos e pegou 17 rebotes em uma derrota por 120-111 para o Golden State Warriors.
Em 26 de julho de 2017, Williams voltou a assinar com os Suns para um contrato plurianual. Em 25 de setembro de 2017, ele foi descartado por seis meses depois de passar por um reparo de menisco de seu joelho direito. Em 15 de março de 2018, ele foi designado para o Northern Arizona Suns. Ele foi chamado de volta em 16 de março, transferido em 20 de março e voltou ao Phoenix em 25 de março. Em 26 de março, ele fez sua estréia na temporada contra o Boston Celtics. Em 16 minutos, ele registrou três pontos e cinco rebotes em uma derrota por 102-94.
Em 2 de julho de 2018, Williams foi dispensado pelos Suns.

### Brooklyn Nets / Long Island (2018 – presente)
Em 24 de setembro de 2018, Williams assinou um contrato de duas vias com o Brooklyn Nets. Sob os termos do acordo, ele dividiu seu tempo entre o Brooklyn e seu afiliado da NBA G League, Long Island Nets.
Em 2 de janeiro de 2019, Williams foi dispensado pelo Brooklyn Nets. Ele apareceu em 17 jogos pelo Long Island Nets, com média de 21,0 pontos e 14,7 rebotes em 26,9 minutos. Williams não jogou em um jogo do Brooklyn durante sua primeira temporada.
Nove dias depois, o Brooklyn Nets assinou novamente com Williams outro contrato bilateral e ele fez sua estréia na equipe no mesmo dia, saindo do banco em uma derrota por 122-105 para o Toronto Raptors fazendo oito pontos, oito rebotes e duas assistências.

## Estatísticas
| Ano      | Time     | PJ | MPJ  | AP   | 3P   | LL   | RT  | AS  | BR  | TO | PPJ |
| -------- | -------- | -- | ---- | ---- | ---- | ---- | --- | --- | --- | -- | --- |
| 2015–16  | Phoenix  | 10 | 6.8  | .417 | .000 | .643 | 3.8 | .5  | .4  | .5 | 2.9 |
| 2016–17  | Phoenix  | 47 | 15.1 | .517 | .000 | .625 | 6.2 | .5  | .6  | .7 | 7.4 |
| 2017–18  | Phoenix  | 5  | 14.0 | .389 | .000 | .667 | 4.4 | 1.6 | 1.0 | .2 | 4.0 |
| 2018–19  | Brooklyn | 5  | 5.2  | .615 | .000 | .500 | 3.8 | .6  | .2  | .0 | 3.6 |
| Carreira | Carreira | 67 | 13.0 | .506 | .000 | .626 | 5.5 | .6  | .6  | .6 | 6.2 |

Fonte:

## Prêmios e Homenagens
- Primeira-Equipe da G-League (2019)
- Líder em rebotes da CBA (2016)
- 2× Líder em rebotes da NCAA (2014, 2015)
- Jogador do Ano da Big West (2014)
- 3× Primeira-Equipe All-Big West (2013–2015)
- MVP do Great Alaska Shootout (2014)